# Degranvillea
Degranvillea es un género monotípico de orquídeas saprófitas . Tiene una única especie: D. dermaptera Determann. Es originaria de la Guayana Francesa.

## Descripción
Es una orquídea que se encuentra en la delgada capa de humus del bosque seco en la Guayana Francesa en alturas de alrededor de 630 metros.
La planta florece en una inflorescencia con alrededor de cuatro flores de 5 mm de ancho. Es una orquídea saprofita.